# Сайфуллина, Елена Осиповна
Елена Осиповна Сайфуллина (псевд. Лолахан Сайфуллина и Туманова) (24 декабря 1901, Вильно, Российская империя — 1981) — советский драматург, прозаик и сценарист, член Союза писателей СССР (1934).

## Биография
Родилась 24 декабря 1901 года в Вильно. После окончания средней школы поступила в одну из московских гимназий. С 1925 года начала свою литературную деятельность в качестве драматурга и прозаика, а с 1927 года начала свою сценарную деятельность. Написала ряд сценариев к кинематографу. В августе 1941 года во время начала ВОВ была эвакуирована в Чистополь. Во время пребывания в Чистополе, с 1941 по осень 1943 гг. написала повесть «Девица Айша», рассказ «Анфиса Никитишна», пьесу «Дети Родины».
В 1943 году вернулась в Москву. В 1953 году А. А. Фадеев в переписке назвал рассказ «Анфиса Никитишна» неудачным, но признал талант писательницы в целом.
Скончалась в 1981 году.

## Фильмография

### Сценаристка
- 1927 —
  - Вторая жена
  - Крытый фургон[6]
- 1928 — Прокажённая
- 1930 — Поворот
- 1931 — Зыбун